# Алеш з Ризмбурка
Алеш Вжештовський з Ризмбурка (чеськ. Aleš Vřešťovský z Rýzmburka; д/н — 4 червня 1442) — державний діяч Богемського королівства, один з лідерів чашників на заключному етапі Гуситських війн.

## Життєпис
Походив з східночеського шляхетського роду Ризмбурків. Від бабці за чоловічою лінією його родина отримала прізвище Вжештовських. Син Алеша Вжештовського з Римзмбурка. Був прихильником гуситів. Разом з Гинеком Крушиною з Ліхтенбурка був очільником Оребітів, поміркованої гілки гуситів. З 1423 року діяв спільно з Яном Жижкою. Після смерті того 1424 року знову очолив оребитів.
Поступово став переходити на бік чашників. 1433 року брав участь у засіданні Святомартинського сейму в Празі, куди не запросили лідера таборитів Прокопа Великого. Сейм обрав Алеша гетьманом королівства та регентом Богемії й Моравії. При ньому було створено допоміжну раду з 12 шляхтичів. Алеш отримав значні повноваження у зібранні війська, здійснення суду, призначенні вищих посадових осіб (гетмьанів і регентів країв королівства тощо).
Напочатку 1434 року очолив так званий Панський союз, спрямований проти таборитів та «сироток». Номінально очолював військо чашників у битві при Липанах 1434 року, але фактично керували більш досвідчені військовики. В цій битві таборити зазнали нищівної поразки.
Ян гетьман і регент відрізнявся від попередників безкорисливістю. Зберігав повноту влади до 1436 року, коли відбулася коронація Сигізмунда Люксембурга як короля Богемії й маркграфа Моравії. Останній за цим призначив його вищим провінційним писарем. У 1440 році брав участь у виборах нового короля Владислава Габсбурга. Помер 1442 року.